# Yōsuke Ideguchi
Yōsuke Ideguchi (井手口陽介?, Ideguchi Yōsuke; Fukuoka, 23 agosto 1996) è un calciatore giapponese, centrocampista del Vissel Kōbe.

## Biografia
Anche il fratello maggiore Masaaki (nato nel 1988), è un calciatore professionista: dopo aver iniziato con lo Yokohama FC, lungo la sua carriera ha giocato a Hong Kong, in Vietnam, in Thailandia, in Cambogia e in Laos.

## Caratteristiche tecniche
Ideguchi è un centrocampista duttile, che mostra buone capacità sia difensive, data l'ottima capacità nei contrasti e nel recupero della palla, sia in posizioni più offensive, in quanto capace di creare occasioni decisive per i suoi compagni di squadra grazie ai suoi passaggi, nonché di concludere in proprio.

## Carriera

### Club

#### Gli inizi a Osaka
Dopo aver iniziato a giocare mentre frequentava l'istituto Aburayama Kameriazu, nel 2009 Ideguchi è entrato a far parte del settore giovanile del Gamba Osaka, facendo poi il suo esordio in prima squadra il 16 aprile 2014, a diciassette anni, quattro mesi e sette giorni: nell'occasione, ha giocato da titolare la partita di Coppa di Lega (vinta per 2-0) contro il Sagan Tosu. Grazie a quest'occasione, il giocatore ha dunque contribuito, seppur in forma molto limitata, alla vittoria del trofeo, così come della Coppa dell'Imperatore e del campionato.
Dopo una stagione in prestito alla formazione J.League U-22, squadra allestita a scopo sperimentale per favorire lo sviluppo dei migliori giovani talenti giapponesi nella terza serie nazionale, e un'altra di rodaggio, nel 2016 Ideguchi si è definitivamente affermato come titolare nel Gamba, venendo anche premiato come Miglior Giovane del campionato per quell'anno.

#### La prima esperienza in Europa: Leeds, Cultural Leonesa e Greuther Fürth
Dopo un'altra annata in J1 League, nel gennaio del 2018 Ideguchi è approdato per la prima volta nel calcio europeo, passando a titolo definitivo al Leeds Utd e firmando un contratto valido fino al 30 giugno 2022. Tuttavia, il centrocampista è stato immediatamente girato in prestito per sei mesi al Cultural Leonesa, formazione della seconda divisione spagnola, con cui ha esordito il 28 gennaio seguente, in una sconfitta per 2-1 contro l'Osasuna. In generale, l'esperienza in Spagna si rivela deludente, in quanto Ideguchi colleziona solo cinque presenze, senza segnare.
Ritornato al Leeds in estate, il giocatore si ritrova fuori dai piani del nuovo allenatore Marcelo Bielsa (che ne aveva comunque apprezzato l'impegno e la professionalità mostrati): così, poche settimane dopo, parte per un nuovo prestito (con diritto di riscatto), questa volta al Greuther Fürth, nella seconda serie tedesca. Al suo debutto, il 15 settembre successivo, Ideguchi segna subito, partecipando al successo per 4-1 sull'Holstein Kiel. Tuttavia, solo poche settimane più tardi, il 30 settembre, durante l'incontro (vinto per 1-0) contro la Dinamo Dresda, subisce una lesione del legamento crociato posteriore del ginocchio: è quindi costretto a saltare quasi tutto il resto della stagione. Infatti, dopo aver completato la prima fase del proprio percorso di riabilitazione in Giappone ed essere tornato ad allenarsi in Germania a gennaio, Ideguchi torna in campo solo il 6 maggio del 2019, entrando in campo durante la partita contro il Colonia, persa per 4-0. Alla fine della stagione, conclusasi con appena sette presenze totali e una rete, Ideguchi non viene riscattato dal Greuther Fürth.

#### Il ritorno in Giappone e la riaffermazione
Nell'agosto del 2019, dopo aver concluso la sua esperienza con il Leeds senza mai averne vestito la maglia in incontri ufficiali, Ideguchi ritorna al Gamba Osaka, squadra in cui era cresciuto calcisticamente e si era affermato. In poco tempo, il centrocampista guadagna di nuovo i galloni di titolare, acquisendo un ruolo ancora più importante a centrocampo in seguito al progressivo declino della bandiera Yasuhito Endō: tuttavia, nel suo secondo periodo a Osaka la squadra non ottiene nuovi successi, pur piazzandosi al secondo posto nella stagione 2020.

#### L'arrivo al Celtic
Dopo settimane di speculazioni al riguardo, il 31 dicembre 2021 viene ufficializzato il trasferimento di Ideguchi al Celtic, reso valido a partire dal giorno successivo: il giocatore, alla sua seconda esperienza assoluta in Europa, ha firmato un contratto valido fino al 30 giugno del 2025. Il suo trasferimento è avvenuto in contemporanea a quelli dei connazionali Daizen Maeda e Reo Hatate: tutti e tre i giocatori rientravano nella strategia di mercato adottata dall'allenatore Ange Postecoglou, che aveva allenato in J League (allo Yokohama F·Marinos) prima di accettare l'offerta del Celtic nell'estate dello stesso anno e, nel frattempo, aveva già portato in Scozia l'attaccante Kyōgo Furuhashi.
Il 17 gennaio 2022, Ideguchi fa il suo debutto ufficiale per i Bhoys, subentrando proprio all'altro neo-acquisto Hatate al 74º minuto di gioco dell'incontro di campionato contro l'Hibernian, vinto dalla sua squadra per 2-0.

### Nazionale
Con la nazionale Under-23 giapponese, Ideguchi partecipa alla Coppa asiatica di categoria, vincendola e segnando un gol nella vittoria per 2-1 contro l'Arabia Saudita. Viene convocato anche per le Olimpiadi del 2016 in Brasile.
Nello stesso anno, Ideguchi riceve la sua prima chiamata in nazionale maggiore da parte di Vahid Halilhodžić e fa il suo debutto l'anno successivo, nell'amichevole contro la Siria, sostituendo al 53º minuto Hotaru Yamaguchi.
Il 13 giugno 2017 viene messo da subito titolare nella sfida di qualificazione per i Mondiali del 2018 in Russia contro l'Iraq nella quale subisce un infortunio al 62º.
Nella penultima gara di qualificazione contro l'Australia segna il 2-0 per il Giappone all'82º. Inoltre, grazie alla vittoria in quella partita il Giappone è stata la quarta squadra che ha staccato il biglietto per i Mondiali in Russia con una giornata di anticipo.

## Statistiche

### Presenze e reti nei club
| Stagione        | Club            | Campionato      | Campionato | Campionato | Coppe nazionali | Coppe nazionali | Coppe nazionali | Coppe continentali | Coppe continentali | Coppe continentali | Supercoppe | Supercoppe | Supercoppe | Totale | Totale |
| Stagione        | Club            | Comp            | Pres       | Reti       | Comp            | Pres            | Reti            | Comp               | Pres               | Reti               | Comp       | Pres       | Reti       | Pres   | Reti   |
| --------------- | --------------- | --------------- | ---------- | ---------- | --------------- | --------------- | --------------- | ------------------ | ------------------ | ------------------ | ---------- | ---------- | ---------- | ------ | ------ |
| gen.-giu.2022   | Celtic          | SP              | 3          | 0          | SC+CdL          | 3+0             | 0               | UEL                | -                  | -                  | -          | -          | -          | 1      | 0      |
| Totale carriera | Totale carriera | Totale carriera | 3          | 0          |                 | 3               | 0               |                    | 0                  | 0                  |            | -          | -          | 6      | 0      |

### Cronologia presenze e reti in nazionale
| Cronologia completa delle presenze e delle reti in nazionale ― Giappone | Cronologia completa delle presenze e delle reti in nazionale ― Giappone | Cronologia completa delle presenze e delle reti in nazionale ― Giappone | Cronologia completa delle presenze e delle reti in nazionale ― Giappone | Cronologia completa delle presenze e delle reti in nazionale ― Giappone | Cronologia completa delle presenze e delle reti in nazionale ― Giappone | Cronologia completa delle presenze e delle reti in nazionale ― Giappone | Cronologia completa delle presenze e delle reti in nazionale ― Giappone |
| Data                                                                    | Città                                                                   | In casa                                                                 | Risultato                                                               | Ospiti                                                                  | Competizione                                                            | Reti                                                                    | Note                                                                    |
| ----------------------------------------------------------------------- | ----------------------------------------------------------------------- | ----------------------------------------------------------------------- | ----------------------------------------------------------------------- | ----------------------------------------------------------------------- | ----------------------------------------------------------------------- | ----------------------------------------------------------------------- | ----------------------------------------------------------------------- |
| 7-6-2017                                                                | Tokyo                                                                   | Giappone                                                                | 1 – 1                                                                   | Siria                                                                   | Amichevole                                                              | -                                                                       | 53’                                                                     |
| 13-6-2017                                                               | Teheran                                                                 | Iraq                                                                    | 1 – 1                                                                   | Giappone                                                                | Qual. Mondiali 2018                                                     | -                                                                       | 62’                                                                     |
| 31-8-2017                                                               | Saitama                                                                 | Giappone                                                                | 2 – 0                                                                   | Australia                                                               | Qual. Mondiali 2018                                                     | 1                                                                       |                                                                         |
| 5-9-2017                                                                | Gedda                                                                   | Arabia Saudita                                                          | 1 – 0                                                                   | Giappone                                                                | Qual. Mondiali 2018                                                     | -                                                                       |                                                                         |
| 6-10-2017                                                               | Toyota                                                                  | Giappone                                                                | 2 – 1                                                                   | Nuova Zelanda                                                           | Amichevole                                                              | -                                                                       | 82’                                                                     |
| 10-10-2017                                                              | Yokohama                                                                | Giappone                                                                | 3 – 3                                                                   | Haiti                                                                   | Amichevole                                                              | -                                                                       | 56’                                                                     |
| 10-11-2017                                                              | Villeneuve-d'Ascq                                                       | Giappone                                                                | 1 – 3                                                                   | Brasile                                                                 | Amichevole                                                              | -                                                                       | 58’ 86’                                                                 |
| 14-11-2017                                                              | Bruges                                                                  | Belgio                                                                  | 1 – 0                                                                   | Giappone                                                                | Amichevole                                                              | -                                                                       | 76’                                                                     |
| 9-12-2017                                                               | Chōfu                                                                   | Giappone                                                                | 1 – 0                                                                   | Corea del Nord                                                          | Coppa dell'Asia orientale 2017                                          | 1                                                                       |                                                                         |
| 12-12-2017                                                              | Chōfu                                                                   | Giappone                                                                | 2 – 1                                                                   | Cina                                                                    | Coppa dell'Asia orientale 2017                                          | -                                                                       | 30’                                                                     |
| 16-12-2017                                                              | Chōfu                                                                   | Giappone                                                                | 1 – 4                                                                   | Corea del Sud                                                           | Coppa dell'Asia orientale 2017                                          | -                                                                       | 66’                                                                     |
| 30-5-2018                                                               | Yokohama                                                                | Giappone                                                                | 0 – 2                                                                   | Ghana                                                                   | Amichevole                                                              | -                                                                       | 76’                                                                     |
| 19-11-2019                                                              | Suita                                                                   | Giappone                                                                | 1 – 4                                                                   | Venezuela                                                               | Amichevole                                                              | -                                                                       | 82’                                                                     |
| 10-12-2019                                                              | Busan                                                                   | Cina                                                                    | 1 – 2                                                                   | Giappone                                                                | Coppa dell'Asia orientale 2019                                          | -                                                                       |                                                                         |
| 18-12-2019                                                              | Busan                                                                   | Corea del Sud                                                           | 1 – 0                                                                   | Giappone                                                                | Coppa dell'Asia orientale 2019                                          | -                                                                       | 62’                                                                     |
| Totale                                                                  |                                                                         | Presenze                                                                | 15                                                                      |                                                                         | Reti                                                                    | 2                                                                       |                                                                         |

| Cronologia completa delle presenze e delle reti in nazionale ― Giappone Olimpica | Cronologia completa delle presenze e delle reti in nazionale ― Giappone Olimpica | Cronologia completa delle presenze e delle reti in nazionale ― Giappone Olimpica | Cronologia completa delle presenze e delle reti in nazionale ― Giappone Olimpica | Cronologia completa delle presenze e delle reti in nazionale ― Giappone Olimpica | Cronologia completa delle presenze e delle reti in nazionale ― Giappone Olimpica | Cronologia completa delle presenze e delle reti in nazionale ― Giappone Olimpica | Cronologia completa delle presenze e delle reti in nazionale ― Giappone Olimpica |
| Data                                                                             | Città                                                                            | In casa                                                                          | Risultato                                                                        | Ospiti                                                                           | Competizione                                                                     | Reti                                                                             | Note                                                                             |
| -------------------------------------------------------------------------------- | -------------------------------------------------------------------------------- | -------------------------------------------------------------------------------- | -------------------------------------------------------------------------------- | -------------------------------------------------------------------------------- | -------------------------------------------------------------------------------- | -------------------------------------------------------------------------------- | -------------------------------------------------------------------------------- |
| 8-8-2016                                                                         | Manaus                                                                           | Giappone                                                                         | 2 – 2                                                                            | Colombia                                                                         | Olimpiadi 2016 - 1º turno                                                        | -                                                                                | 22’ 62’                                                                          |
| 11-8-2016                                                                        | Salvador                                                                         | Giappone                                                                         | 1 – 0                                                                            | Svezia                                                                           | Olimpiadi 2016 - 1º turno                                                        | -                                                                                | 77’                                                                              |
| Totale                                                                           |                                                                                  | Presenze                                                                         | 2                                                                                |                                                                                  | Reti                                                                             | 0                                                                                |                                                                                  |

## Palmarès

### Club

#### Competizioni nazionali
- Coppa J. League: 2

Gamba Osaka: 2014
Avispa Fukuoka: 2023
- Campionato giapponese: 2

Gamba Osaka: 2014
Vissel Kōbe: 2024
- Coppa dell'Imperatore: 3

Gamba Osaka: 2014, 2015
Vissel Kōbe: 2024
- Supercoppa del Giappone: 1

Gamba Osaka: 2015
- Campionato scozzese: 1

Celtic: 2021-2022

### Nazionale
- Coppa d'Asia Under-23: 1

2016

### Individuale
- J. League Cup Premio Nuovo Eroe: 1

2016
- Miglior giovane della J.League: 1

2016
- Squadra del campionato giapponese: 1

2017